# Jellon Grame
«Jellon Grame» (с англ. — «Джеллон Грейме»; Child 90, Roud 58) — народная баллада шотландского происхождения. Фрэнсис Джеймс Чайлд в своём собрании приводит три её варианта, самый ранний из которых был опубликован Вальтером Скоттом в «Песнях шотландской границы» в 1802 году по рукописи Александра Фрейзера Тайтлера — по-видимому, Скотт вставил в текст четыре строфы собственного сочинения. Другие две версии взяты из рукописи Уильяма Мазеруэлла и сборника Питера Бьюкена. Сюда же Чайлд включает пятистрофный фрагмент из сборника Роберта Кромка.

## Сюжет
Джеллон Грейме (в других вариантах — Hind Henry) посылает слугу привести в лес (Silver Wood) свою возлюбленную Лилли Флауэр (Lillie Flower, (May) Margerie, May-a-Roe). Мальчик, передав весть, предупреждает, что девушка может не вернуться из леса, однако та торопится прийти. Её любовник уже вырыл могилу и убивает её, несмотря на мольбы, поскольку она носит его ребёнка, и отец девушки повесит Джеллона, если об этом узнает. Младенец остаётся в живых, и убийца растит его как сына своей сестры. Однажды повзрослевший юноша спрашивает, что стало с его матерью, и отец рассказывает ему правду, показав её могилу. Тут же он погибает от стрелы сына. Во втором варианте Генри убивает девушку от того, что та носит ребёнка его соперника по имени Робин (Brown Robin). Младенца забирает её сестра. Уже юношей он отправляется в лес за падубовым посохом, встречает у могилы матери (где не растёт трава) Генри и, узнав правду, убивает того его же мечом. В третьей версии Робин и Генри оказываются братьями, а мальчик, взятый в дом убийцей, получает имя Робин Гуда, впоследствии так же отомстив своему дяде.
Завязкой история сходна с балладой «Child Maurice» (Child 83), а другая, «Fause Foodrag» (Child 89), является её своеобразным отражением: в некоторых версиях той один из любовников девушки убивает другого, а сын убитого, вырастая, мстит за отца.